# Proton-M

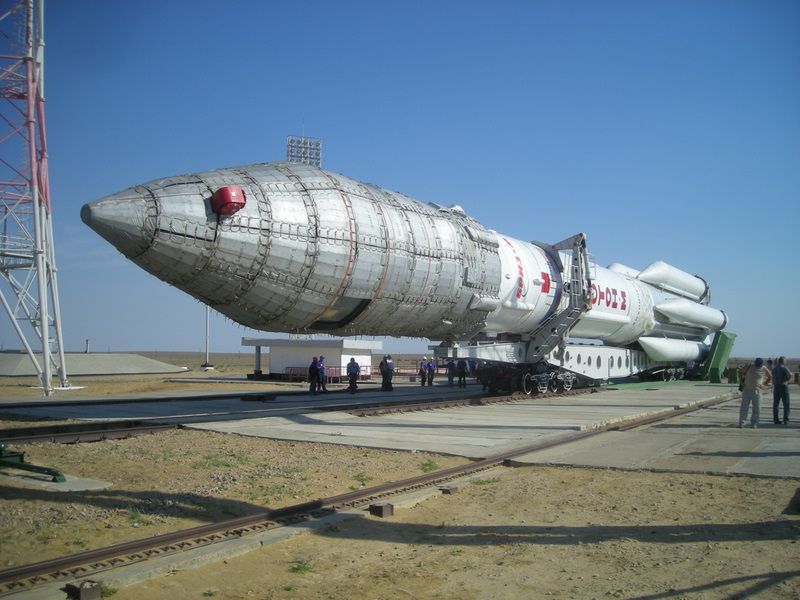
Um foguete Proton-M sendo posicionado para lançamento.

O foguete Proton-M, em russo, Протон-M, é um veículo de lançamento descartável,
também conhecido como Proton 8K82M, membro da família de foguetes Proton.
Esse projeto, é uma evolução natural do Proton-K, com uma série de melhorias. Os lançamentos desse veículo, são comercializados pela
International Launch Services (ILS), e o primeiro voo ocorreu em 7 de Abril de 2001.
O foguete Proton-M e o Proton-K levaram os Módulos  Zvezda e Zarya para a Estação Espacial Internacional